# Стратонавт

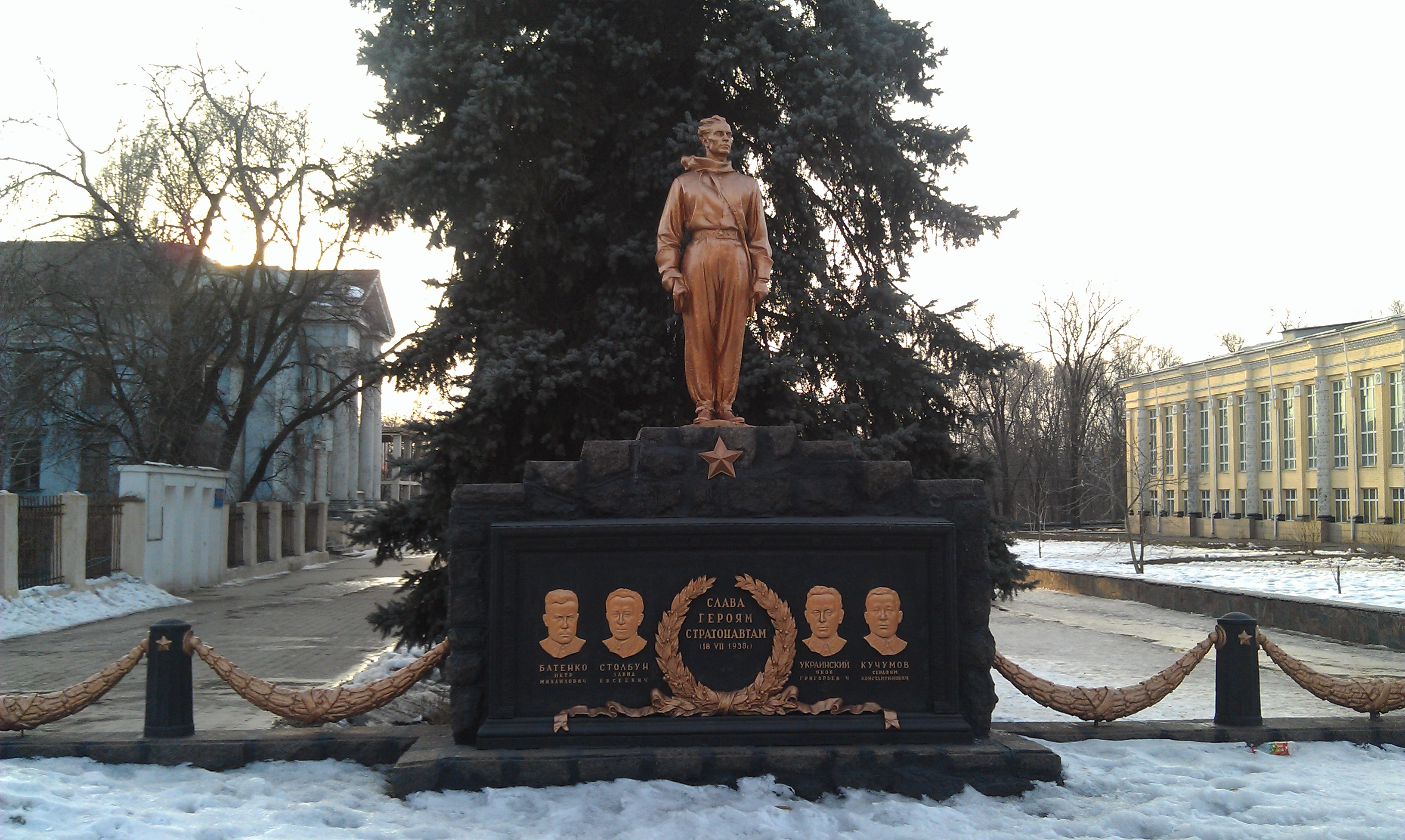
Памятник стратонавтам на месте гибели в г. Донецке

Стратонавт — человек, совершивший полёт в стратосферу на стратостате.

## История покорения стратосферы
27 мая 1931 Огюст Пикар и Пауль Кипфер совершили первый в истории полёт на стратостате FNRS-1, достигнув высоты 15,785 км. Уже во время этого полета возникли проблемы с герметизацией и теплоизоляцией. Во время второго полета в 1932 году Огюст Пикар достиг высоты в 16 км. 
30 сентября 1933 года советский стратостат СССР-1 в составе экипажа из 3-х человек (Бирнбаум, Годунов, Прокофьев) достиг рекордной высоты в 19 км. В ноябре 1933 года высоты 18 км достиг американский стратостат Всемирная выставка (1933)
30 января 1934 года советский стратостат Осоавиахим-1 в составе экипажа из трех человек (Федосеенко, Усыскин и Васенко) смог достичь высоты в 22 км, однако он разбился при спуске.  В 1934 году аварией закончился полёт стратостата «СССР-2». В 1934 году в стратосферу был запущен американский аппарат «Explorer I». В самом конце 1935 года Альберт Стивенс и Орвил Андерсен на стратостате «Explorer II» достигли высоты 22 км. 
В 1937 году упал стратостат «СССР-3». Полет советского стратостата ВВА-1 в 1938 году закончился катастрофой и гибелью всего экипажа. 
В 1959—1962 годах было построено несколько стратостатов, предназначенных для испытания космических и авиационных скафандров и парашютных систем для приземления с большой высоты. Такие стратостаты были, как правило, оборудованы открытыми гондолами, от разрежённой атмосферы стратонавтов защищали скафандры. Эти испытания оказались предельно опасны. Из шести стратонавтов трое погибли, а один потерял сознание во время свободного падения.
Американский проект «Excelsior» включал три высотных прыжка из стратостатов объёмом 85 000 м3 с открытой гондолой, которые выполнил Джозеф Киттингер в 1959—1960 годах. Он испытывал компенсирующий гермокостюм со шлемом и двухступенчатый парашют системы Бопре, состоящий из стабилизационного парашюта диаметром 2 м, который должен предохранять парашютиста от вращения при полёте в стратосфере и основного парашюта диаметром 8,5 м для приземления. В первом прыжке с высоты 23 300 м из-за раннего раскрытия стабилизационного парашюта тело пилота начало вращаться с частотой около 120 об/мин и он потерял сознание. Лишь благодаря автоматической системе раскрытия основного парашюта Киттингеру удалось спастись. Второй и третий полёты прошли более удачно, несмотря на то, что в третьем произошла разгерметизация правой перчатки и рука пилота сильно распухла. В третьем полёте, который состоялся 16 августа 1960 года Киттингер установил сразу несколько рекордов — высоты полёта на стратостате, высоты свободного падения и скорости, развитой человеком без использования транспорта. Падение продолжалось 4 минуты 36 секунд, за которые пилот пролетел 25 816 м и на некоторых участках развил скорость около 1 000 км/ч, вплотную приблизившись к скорости звука. Полёты в рамках проекта «Excelsior» дали важные результаты для разработки авиационных гермокостюмов и систем спасения.
Проект «StratoLab» 1961 года включал четыре субстратосферных полёта и пять стратосферных, из которых четыре — с герметичной гондолой и один (StratoLab V) с открытой. В ходе полётов была выполнена обширная научная программа, включающая исследование состава воздуха в стратосфере, космических лучей и атмосферного электричества, а также астрономические наблюдения. Полёт StratoLab V «Lee Lewis» состоялся 4 мая 1961 года. Стратостат объёмом свыше 283 000 м3 был запущен с авианосца Antietam в Мексиканском заливе и через 2 часа 11 минут после старта достиг рекордной высоты 34 668 м. Стратонавты Малколм Росс и Виктор Претер были одеты в космические скафандры. После успешного приводнения Претер погиб, не удержавшись на трапе во время подъёма на вертолёт и захлебнувшись. Он раньше времени разгерметизировал скафандр, так как был уверен, что опасность миновала.
Проект Red Bull Stratos 2012 года, в котором австриец Феликс Баумгартнер совершил самый высотный 39-километровый прыжок с парашютом, в небе над Нью-Мексико (США), установив, тем самым, два уникальных мировых рекорда, по высоте прыжка и скорости падения. Прыжок был осуществлен в высокотехнологичном скафандре со специальной капсулы, поднятой в воздух аэростатом, выполнив сводное падение с последующим раскрытием парашюта. Аналогичный прыжок, но с большей высоты — 41419 м, был совершён 24 октября 2014 года 57-летним старшим вице-президентом Google Аланом Юстасом.

## Список стратонавтов
1. Огюст Пикар
2. Пауль Кипфер
3. Макс Козинс
4. Нере ван дер Элст
5. Малком Девид Росс
6. Мортон Ли Льюис
7. Гарольд «Бад» Фрёлих
8. Кейт Ланг
9. Альфред Гэрри Майкселл. Стал первым астрономом, проводившим прямые наблюдения в стратосфере с помощью установленного в гондоле стратостата телескопа.
10. Роберт Купер
11. Чарльз Б. Мур
12. Виктор А. Претер
13. Клифтон М. МакКлюр
14. Дэвид Г. Симонс
15. Джозеф Киттингер
16. Уильям К. Уайт
17. Николас Пиантанида
18. Феликс Баумгартнер — первый человек, превысивший в падении скорость звука в воздухе
19. Алан Юстас

### Советские
- Константин Дмитриевич Годунов (1892—1965)
- Георгий Алексеевич Прокофьев (1902—1939)
- Эрнст Карлович Бирнбаум (1894—1965)
- Андрей Богданович Васенко (1899—1934)
- Павел Федорович Федосеенко (1898—1934)
- Илья Давыдович Усыскин (1910—1934)
- Яков Григорьевич Украинский (1903—1938)
- Серафим Константинович Кучумов (1910—1938)
- Пётр Михайлович Батенко (1904—1938)
- Давид Евсеевич Столбун (1904—1938)
- Пётр Иванович Долгов (1920—1962)
- Евгений Николаевич Андреев (1926—2000)
- Романюк Василий Григорьевич (1910-1993)